# Partit Valencianista d'Esquerra
El Partit Valencianista d'Esquerra (PVE, Partido Valencianista de Izquierda) fue un partido valencianista fundado en diciembre de 1935 como resultado de la fusión de la Agrupació Valencianista Republicana (AVR) con el Centre d'Actuació Valencianista (CAV) y el Centre Valencianista de Xàtiva. Más tarde se adhirieron la Actuació Valencianista d'Esquerra y el Grup Valencianista d'Almussafes. 
Sus líderes fueron Maximiliano Thous Llorens y Francisco Bosch Morata. Tras el triunfo del Frente Popular, del que el PVE formó parte, en las elecciones generales de febrero de 1936 obtuvo cinco concejales en el Ayuntamiento de Valencia, entre ellos Angelino Castañer y Francesc Soto i Mas. Cuando estalló la guerra civil formó parte del Comité Ejecutivo Popular de Valencia, donde Bosch Morata fue consejero de Sanidad. Intentó sin éxito unirse a Esquerra Valenciana.
Hubo un sector de la AVR que estuvo en desacuerdo con la fusión con la CAV y fundó Nova Germania.

## Historia
El congreso fundacional del partido se celebró en Valencia el 8 de diciembre de 1935 y en él participaron representantes de las tres organizaciones que iban a fusionarse: la Agrupació Valencianista Republicana (AVR); el Centre d'Actuació Valencianista (CAV), que había adoptado una posición izquierdista tras desalojar de la presidencia de la entidad a Joaquim Reig; y el Centre Valencianista de Xàtiva (poco después se darían a conocer las adhesiones del Grup Valencianista de Almusafes y de la Actuació Valencianista d'Esquerra).
En cuanto a sus principios ideológicos, tomaban como referencia los que había sostenido la AVR ya que el nuevo partido asumía «la gloriosa ejecutoria de aquel núcleo político que, en plena dictadura primorriverista, nació a la palestra de la lucha por la libertad hacia una República que garantizara el doble derecho de los hombres y de los pueblos a disfrutar de su autodeterminación política». Según Alfons Cucó, estos principios eran fundamentalmente dos: el nacionalismo valenciano, inscrito en un contexto peninsular («Nosotros constituimos sustancialmente un partido nacionalista», pero «no rehuimos la realidad española... y aportamos nuestro esfuerzo a la cordialidad hispánica») y la defensa de la democracia encarnada en la República y amenazada por el fascismo («Exaltaremos el valor de la democracia como único régimen legal de Gobierno, y condenamos toda dictadura y, por consecuencia, el fascismo, como concreción actual de los métodos del absolutismo y tiranía más abominable del Estado». En cuanto a su programa político era un reformismo abierto a la colaboración con las organizaciones obreras: «Propugnamos la libertad de conciencia, la obligatoriedad del trabajo y el reconocimiento de este como una única fuente de riqueza con derecho a disfrutarla los que la producen, mediante la necesaria protección a los niños, a la maternidad y a la vejez. En las reivindicaciones sociales, estaremos al lado de los núcleos obreristas, cuya tendencia izquierdista, socializante o socialista, no niegue los principios básicos de nuestra personalidad [nacional]».
Junto con Esquerra Valenciana se integró en la coalición del Frente Popular, que ganó las elecciones generales de febrero de 1936. El líder de Esquerra Valenciana Vicente Marco Miranda resultó elegido diputado y cinco miembros del PVE fueron nombrados concejales del Ayuntamiento de Valencia (entre ellos Angelino Castañer).

### Guerra civil
Cuando comenzó la guerra civil se posicionó en defensa de la República, al igual que Esquerra Valenciana. En la sesión plenaria que celebró el Ayuntamiento de Valencia el 14 de julio el concejal Francesc Soto i Mas manifestó que «la libertad era parte integrante del programa de los valencianistas» y que «si no es bastante el acto que hoy realizamos, bastará que junto a la bandera de la República Española y a la bandera roja esté la valenciana... Los valencianistas sólo estarán al lado del pueblo y al lado de los organismos de izquierda». De hecho un representante del PVE, Francisco Bosch Morata, formó parte del Comité Ejecutivo Popular de Valencia que se hizo con el poder tras el fracaso del golpe. En la importante declaración que hizo el Comité el 2 de noviembre se incluiría el reconocimiento del «derecho de autodeterminación» para la Región Valenciana, «al igual y en el concierto de las otras regiones hermanas de Iberia».
Por otro lado, todo parece indicar que durante la guerra, al igual que Esquerra Valenciana, aumentó el número de sus afiliados, hasta el punto que impuso ciertas condiciones para adherirse, como el aval de un militante, con la intención de evitar la entrada de elementos derechistas. El 18 de julio de 1937 comunicó que ya no admitiría nuevos afiliados. Asimismo, entabló conversaciones con Esquerra Valenciana con el objetivo de formar un único partido valencianista de izquierdas, tomando como modelo Esquerra Republicana de Cataluña, pero las negociaciones fueron arduas y no fue hasta julio de 1937 cuando se creó un comité de enlace con el fin de facilitar la realización bilateral «de todas aquellas obras para las que sea necesaria una colaboración estrecha y eficaz». La nota en la que anunciaba su creación se aseguraba que «la unión de las dos organizaciones fundamentalmente nacionalistas de izquierda ha de ser pronto una realidad constituyendo el gran partido que el País Valenciano necesita de cara a la nueva estructuración revolucionaria basada en la libertad de los pueblos ibéricos». Ese mismo mes de julio el comité de enlace hacía pública una carta abierta dirigida a la dirección del Partido Comunista de España (PCE) manifestando «nuestra desagradable sorpresa al ver reconocido [por el PCE] el derecho democrático de independencia a los pueblos hermanos de Cataluña, Euskadi y Galicia, escuetamente, como si los demás pueblos, históricamente característicos y conceptualmente bien determinados, como nuestro País Valenciano, no tuviera el mismo derecho de autodeterminación». Pero este comité de enlace no duró mucho tiempo y la fusión entre los dos partidos nunca se produjo (en lo que tuvo mucho que ver el alineamiento del PVE con el PCE).
En efecto, durante la guerra el PVE, al igual que Nova Germania, se alineó con la posición que defendía el Partido Comunista de España (PCE) de anteponer la reconstrucción del Estado y el esfuerzo bélico a la revolución que se había desencadenado en la zona leal tras el fracaso del golpe. Así, en febrero de 1937 la ejecutiva salida de su segundo congreso (de la que formaban parte, entre otros, Josep Rodríguez Tortajada y Francisco Bosch Morata y que había apostado por la colaboración con el PCE), decidió que todos sus afiliados «que sean campesinos y trabajen la tierra con sus propios medios y sus familiares ingresen en la Federación Provincial Campesina» (organización fundada por el PCE para defender los intereses de los pequeños propietarios frente a las colectivizaciones establecidas por la CNT y la UGT). En esa misma resolución también pidió al gobierno de Francisco Largo Caballero, que desde el 7 de noviembre de 1936 tenía su sede en Valencia, «cuantas medidas sean precisas para asegurar el respeto a la pequeña propiedad con el fin de que terminen los abusos que se comenten en este sentido».
El alineamiento con el PCE le llevó a postergar la reivindicación del Estatuto de Autonomía (a diferencia de Esquerra Valenciana que nunca la abandonó y en febrero de 1937 hizo pública su propuesta). Rodríguez Tortajada, el dirigente del PVE que probablemente más se identificaba con el PCE (del que dijo «que supo marcar desde el primer momento la línea de conducta necesaria para conseguir la victoria»), defendió que para «ganar la guerra... dejemos de lado nuestras más preciadas aspiraciones, estatutos, colectivizaciones, incautaciones, etc., etc., y nos preocupemos solamente... de nuestra lucha a muerte contra el fascismo». Así Rodríguez Tortajada, concejal del Ayuntamiento de Valencia, se opuso a una moción del concejal de Esquerra Valenciana Vicent Gurrea debatida el 3 de febrero de 1937 en la que pedía «ir al veredicto popular para que el Estatuto sea pronto un hecho», alegando «que en aquellos momentos no se debe atender a otra cosa que ganar la guerra». El seguimiento del PCE le llevó a abandonar en diciembre de 1937 el consejo municipal de Valencia, junto con Izquierda Republicana y el PSOE, por incompatibilidad con el «trotskista» POUM (de cuyos miembros Rodríguez Tortajada había dicho: «los seudorrevolucionarios trotskistas son los más temibles, porque bajo títulos rimbombantes encierran hombres de conducta política incorrecta»). Pero no todos los miembros del PVE estaban de acuerdo con el alineamiento con el PCE y en noviembre de 1937 un grupo de unos cuarenta y cinco militantes encabezados por Francisco Bosch Morata, uno de sus dirigentes históricos, abandonó el partido y se afilió a Esquerra Valenciana. Como consecuencia de esta escisión Bosch Morata abandonó el cargo de conseller de cultura en el Consejo Provincial de Valencia (el organismo que sustituyó al Comité Ejecutivo Popular de Valencia), ocupando su cargo Francesc Soto i Mas.